# پارسونز (دهانه)
پارسونز یک دهانه برخوردی در ماه‌ است.

## دهانه‌های اقماری
این دهانه ۶ دهانه اقماری دارد.
| Parsons | عرض جغرافیایی | طول جغرافیایی | قطر          |
| ------- | ------------- | ------------- | ------------ |
| E       | ۳۷.۶° N       | ۱۶۷.۸° W      | ۲۶.۰ کیلومتر |
| D       | ۳۸.۵° N       | ۱۶۸.۶° W      | ۵۴.۰ کیلومتر |
| M       | ۳۳.۸° N       | ۱۷۱.۷° W      | ۲۳.۰ کیلومتر |
| L       | ۳۳.۶° N       | ۱۷۰.۰° W      | ۳۱.۰ کیلومتر |
| N       | ۳۴.۲° N       | ۱۷۳.۲° W      | ۴۳.۰ کیلومتر |
| P       | ۳۵.۲° N       | ۱۷۲.۸° W      | ۲۸.۰ کیلومتر |